# Marinus (cráter)

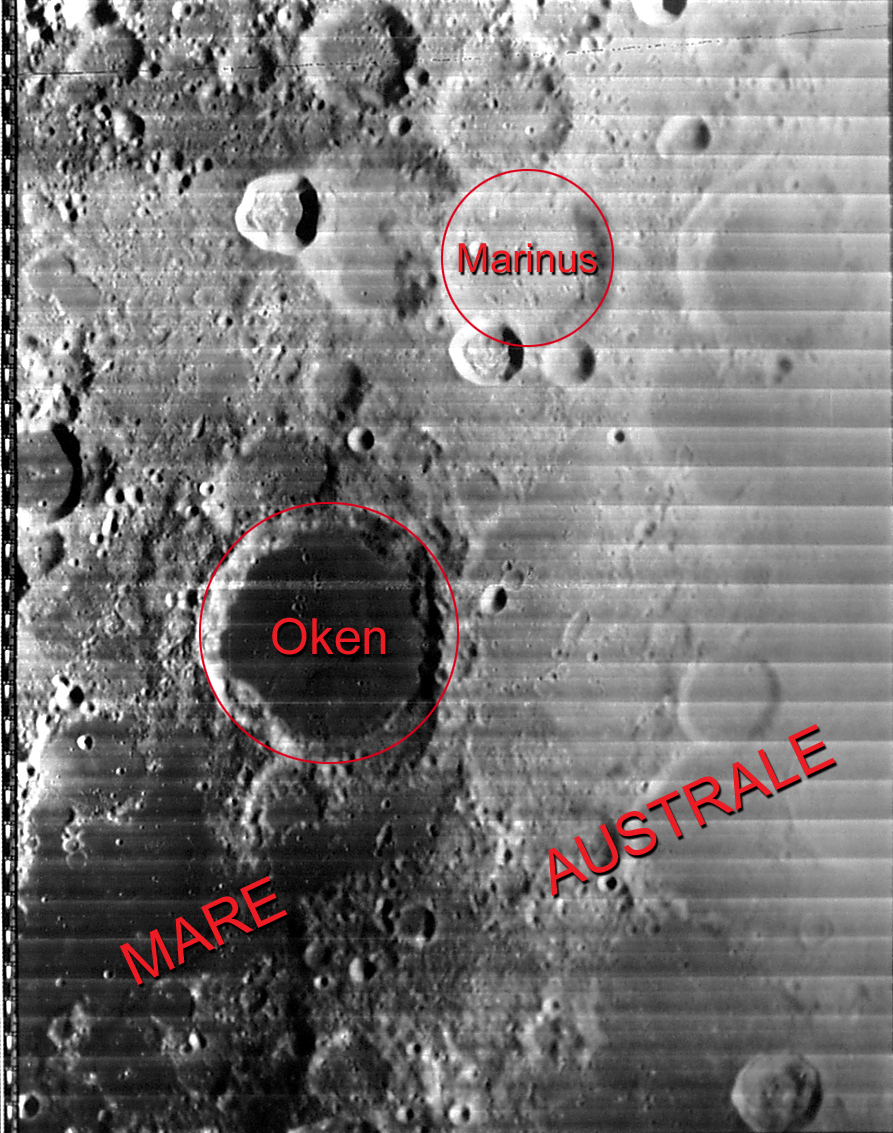
Entorno de Marinus. Fotografía de la misión Lunar Orbiter 4

Marinus es un cráter de impacto que se encuentra cerca de la extremidad sureste de la Luna. En esta posición se ve en un ángulo oblicuo desde la Tierra, limitando la cantidad de detalle que se puede observar. Se encuentra al norte del cráter ligeramente más grande y de suelo oscuro Oken. Al este se localiza la parte norte del Mare Australe.
Se trata de un cráter considerablemente desgastado, aunque conserva su formación de aspecto circular. Un par de cráteres más pequeños se superponen a parte del borde sur-sureste. Junto al borde noroeste aparece Marinus R, y penetra a su vez en Marinus B al oeste. Dentro del cráter, el suelo está casi nivelado y tiene un albedo ligeramente inferior al de su entorno. La superficie interior está marcada por una serie de pequeños cráteres y hoyos, al igual que el borde y la pared interior.

## Cráteres satélite
Por convención estos elementos son identificados en los mapas lunares poniendo la letra en el lado del punto medio del cráter que está más cercano a Marinus.
|         | \| Marinus \| Coordenadas \| Diámetro \| \| ------- \| ----------------------------- \| -------- \| \| A \| 39°54′S 73°12′E / -39.9, 73.2 \| 27 km \| \| B \| 39°36′S 74°48′E / -39.6, 74.8 \| 59 km \| \| C \| 38°00′S 73°30′E / -38.0, 73.5 \| 37 km \| \| D \| 38°18′S 79°24′E / -38.3, 79.4 \| 51 km \| \| E \| 36°12′S 76°42′E / -36.2, 76.7 \| 17 km \| \| F \| 41°18′S 74°48′E / -41.3, 74.8 \| 17 km \| \| G \| 40°24′S 76°36′E / -40.4, 76.6 \| 21 km \| \| H \| 40°12′S 77°42′E / -40.2, 77.7 \| 16 km \| \| J \| 39°36′S 71°00′E / -39.6, 71.0 \| 10 km \| \| M \| 37°30′S 80°48′E / -37.5, 80.8 \| 26 km \| \| N \| 37°36′S 78°24′E / -37.6, 78.4 \| 16 km \| \| R \| 38°00′S 75°18′E / -38.0, 75.3 \| 44 km \| |          |
| Marinus | Coordenadas | Diámetro |
| A       | 39°54′S 73°12′E / -39.9, 73.2 | 27 km    |
| B       | 39°36′S 74°48′E / -39.6, 74.8 | 59 km    |
| C       | 38°00′S 73°30′E / -38.0, 73.5 | 37 km    |
| D       | 38°18′S 79°24′E / -38.3, 79.4 | 51 km    |
| E       | 36°12′S 76°42′E / -36.2, 76.7 | 17 km    |
| F       | 41°18′S 74°48′E / -41.3, 74.8 | 17 km    |
| G       | 40°24′S 76°36′E / -40.4, 76.6 | 21 km    |
| H       | 40°12′S 77°42′E / -40.2, 77.7 | 16 km    |
| J       | 39°36′S 71°00′E / -39.6, 71.0 | 10 km    |
| M       | 37°30′S 80°48′E / -37.5, 80.8 | 26 km    |
| N       | 37°36′S 78°24′E / -37.6, 78.4 | 16 km    |
| R       | 38°00′S 75°18′E / -38.0, 75.3 | 44 km    |